# Zombibarátnő
A Zombibarátnő (eredeti cím: Life After Beth) 2014-ben bemutatott amerikai zombis filmvígjáték, amelyet Jeff Baena írt és rendezett. A főszerepben Aubrey Plaza, Dane DeHaan, Molly Shannon, Cheryl Hines, Paul Reiser, Matthew Gray Gubler és John C. Reilly látható.
A film premierje 2014. január 19-én volt a Sundance Filmfesztiválon, és 2014. augusztus 15-én korlátozott számban került bemutatásra. Ez volt Garry Marshall utolsó filmes szereplése.

## Cselekmény
Egy fiatalember nemrég elhunyt barátnője rejtélyes módon visszatér a halálból, de a férfi lassan rájön, hogy a lány nem olyan, mint amilyenre emlékezett.

## Szereplők
| Szerep          | Színész             | Magyar hang    |
| --------------- | ------------------- | -------------- |
| Zach Orfman     | Dane DeHaan         | Hamvas Dániel  |
| Beth Slocum     | Aubrey Plaza        | Vadász Bea     |
| Maury Slocum    | John C. Reilly      | Besenczi Árpád |
| Geenie Slocum   | Molly Shannon       | Csere Ágnes    |
| Judy Orfman     | Cheryl Hines        | Bertalan Ágnes |
| Noah Orfman     | Paul Reiser         | Kerekes József |
| Kyle Orfman     | Matthew Gray Gubler | Szabó Máté     |
| Erica Wexler    | Anna Kendrick       | Csifó Dorina   |
| Mr. Levin       | Paul Weitz          | Kerekes József |
| Roz             | Alia Shawkat        |                |
| éttermi pincér  | Adam Pally          |                |
| Chip a postás   | Jim O’Heir          |                |
| Orfman nagypapa | Garry Marshall      | Varga Tamás    |
| Dan             | Thomas McDonell     |                |
| híradós         | Rob Delaney         |                |

## A film készítése
A forgatásra Los Angelesben került sor 2013. július 8. és augusztus 6. között.